# Jim Craig
James Philip Craig (nascido em 7 de maio de 1943 em Glasgow) é um ex-futebolista escocês, que jogou como um lateral direito. Mais estreitamente associado ao Celtic, ele foi um membro dos Leões de Lisboa que conquistou a Liga dos Campeões em 1967. 

## Biografia
Craig foi um aluno da Escola St Gerard de Glasgow, o primeiro time de Craig foi justamente o time da Universidade de Glasgow, que ele jogou enquanto estudava odontologia.
Ele se juntou ao Celtic em 1963 em um contrato de amador que permitiu que ele pudesse concluir seus estudos. Ele assinou o contrato profissional em 1965. As habilidades de Craig e o estilo de jogo coincidiram com a filosofia tática do treinador Jock Stein.
Durante sua estadia no Celtic Park, Craig ganhou 14 titulos na Escócia (7 títulos da Liga, 4 Copas Escocesas e 3 Copas da Liga), bem como o título da Liga dos Campeões em 1967. Ele fez 239 partidas pelo Celtic marcando 6 gols, sua última partida foi a final da Copa Escocesa de 1972. 
Craig deixou Celtic em maio de 1972 para ir pra África do Sul jogar no Hellenic, no entanto, depois de 6 meses, ele voltou para a Grã-Bretanha e se juntou ao Sheffield Wednesday. 
Ele se aposentou do futebol em 1973, para concentrar seus esforços em sua carreira odontológica.
Em julho de 1974, ele substituiu Shay Brennan como jogador-gerente do Waterford United. No entanto, em dezembro, Craig informou o clube que ele não conseguiu se comprometer com o papel devido a um "problema pessoal". 
Em 2001, ele foi nomeado Presidente Honorário do Belfast Shamrock Celtic Supporters Club, que posteriormente mudou seu nome para Jim Craig Celtic Supporters Club em 2011.  
Jim Craig agora faz parte ativamente da comunidade do Celtic; Ele atualmente hospeda o Channel67 em um serviço de transmissão online que fornece fluxos de vídeo e fluxos de áudio de cada partida do Celtic. Jim atualiza regularmente o site www.JimCraigCSC.com com artigos.
Seu filho, James Craig, é um notável jogador de rugby que jogou marcado quatro vezes na seleção nacional de rugby da Escócia entre 1997-2001.